# Rodalben
Rodalben – miasto w Niemczech, w kraju związkowym Nadrenia-Palatynat, w powiecie Südwestpfalz, siedziba gminy związkowej Rodalben.

## Galeria

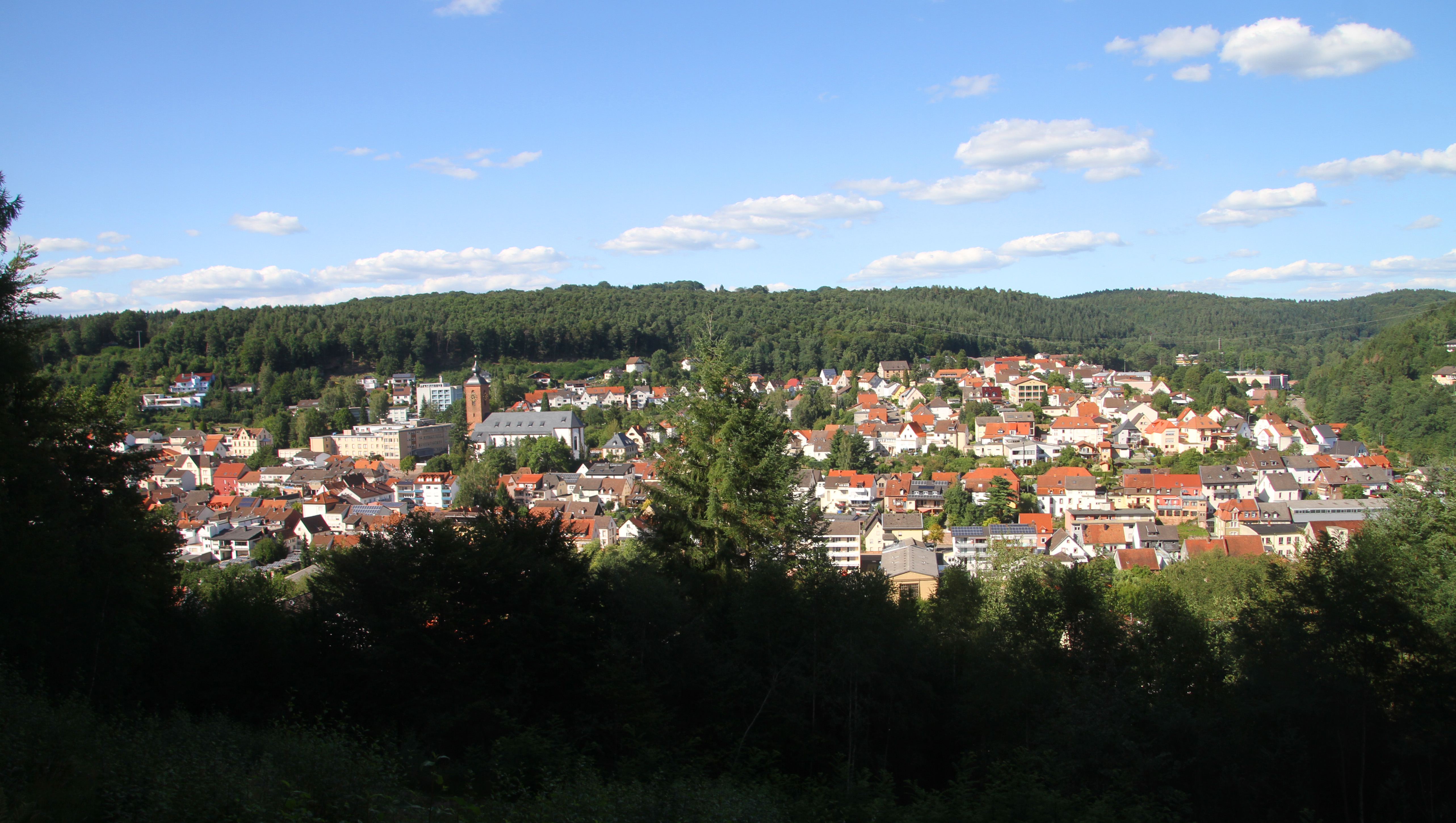
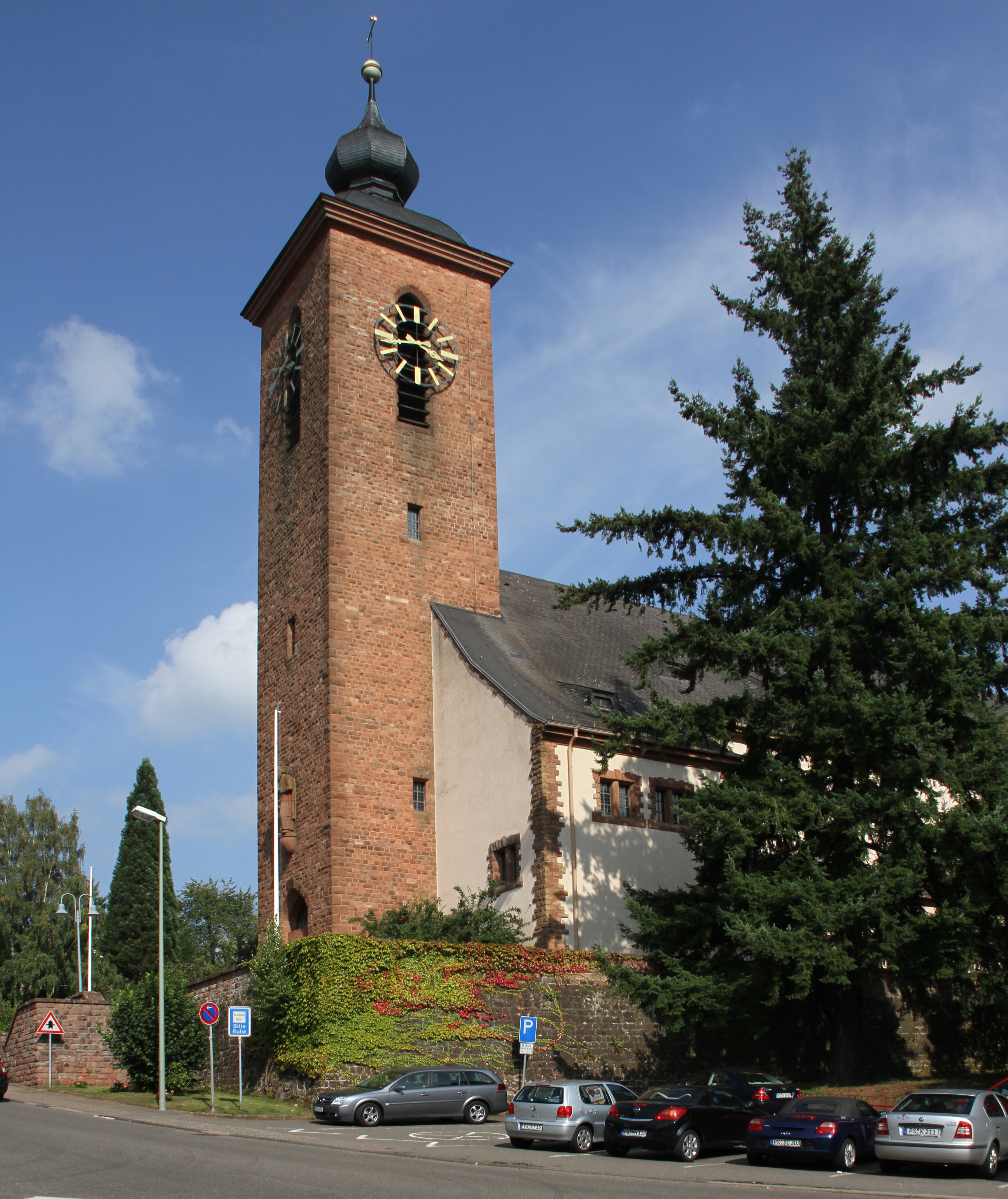
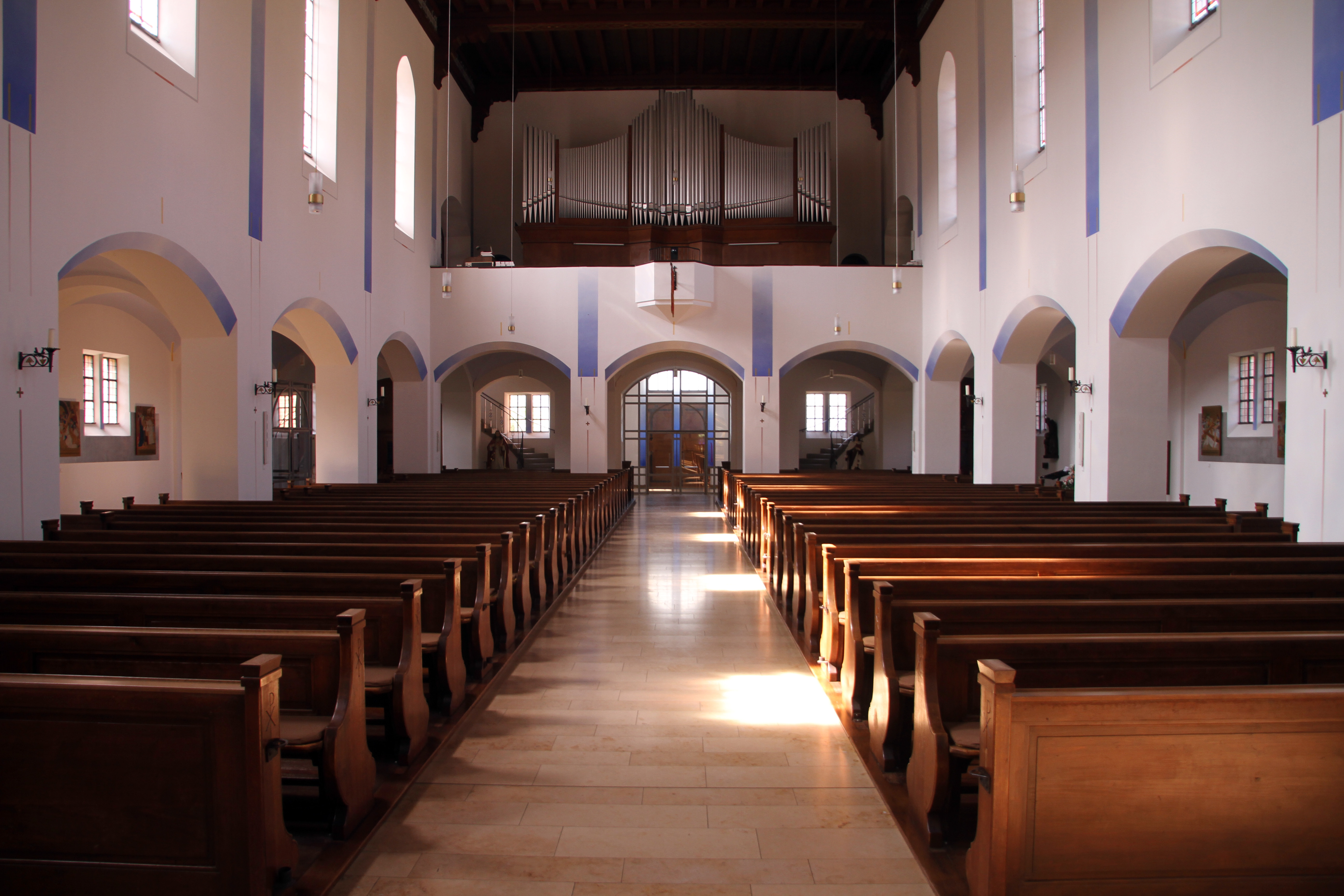
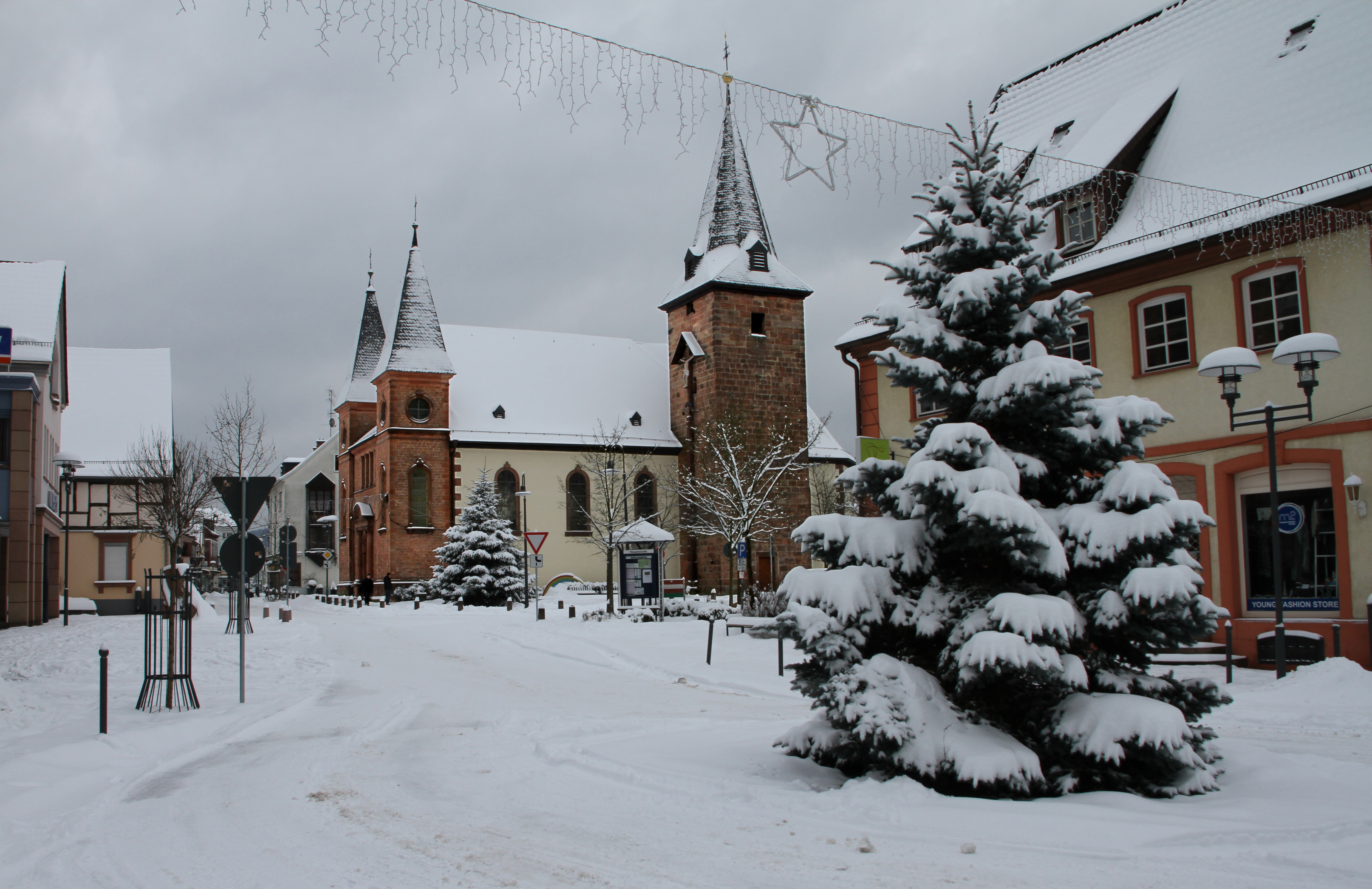
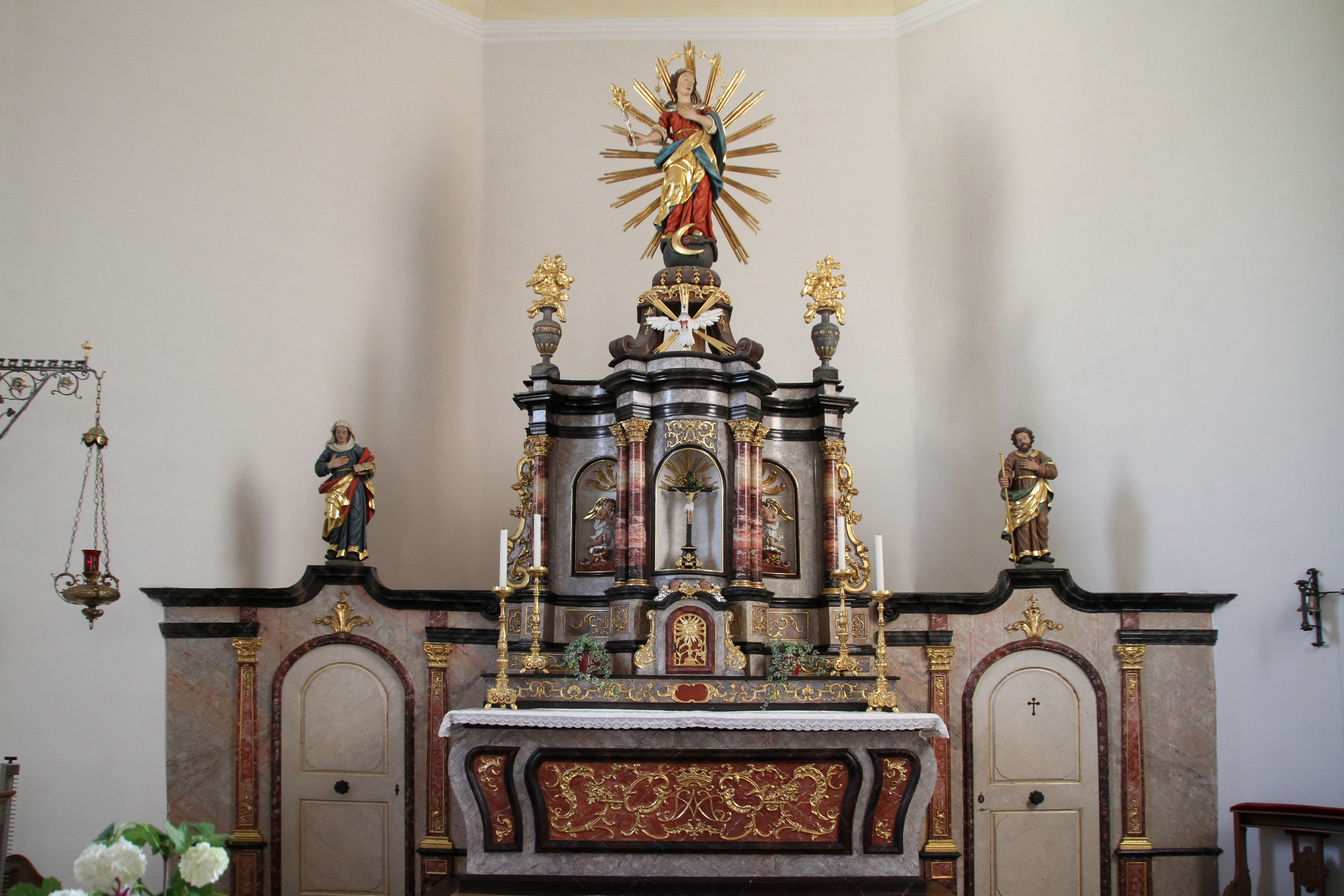
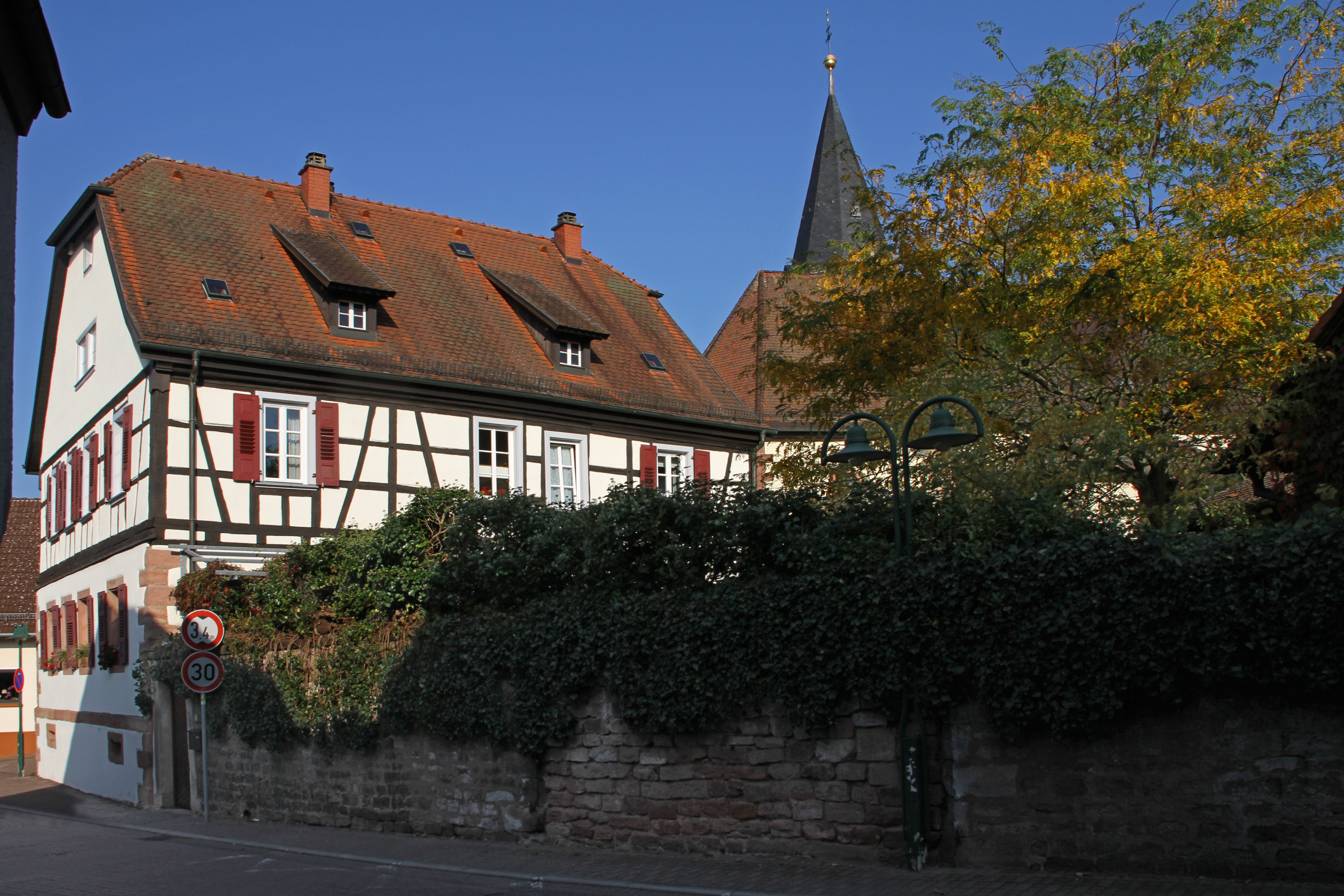
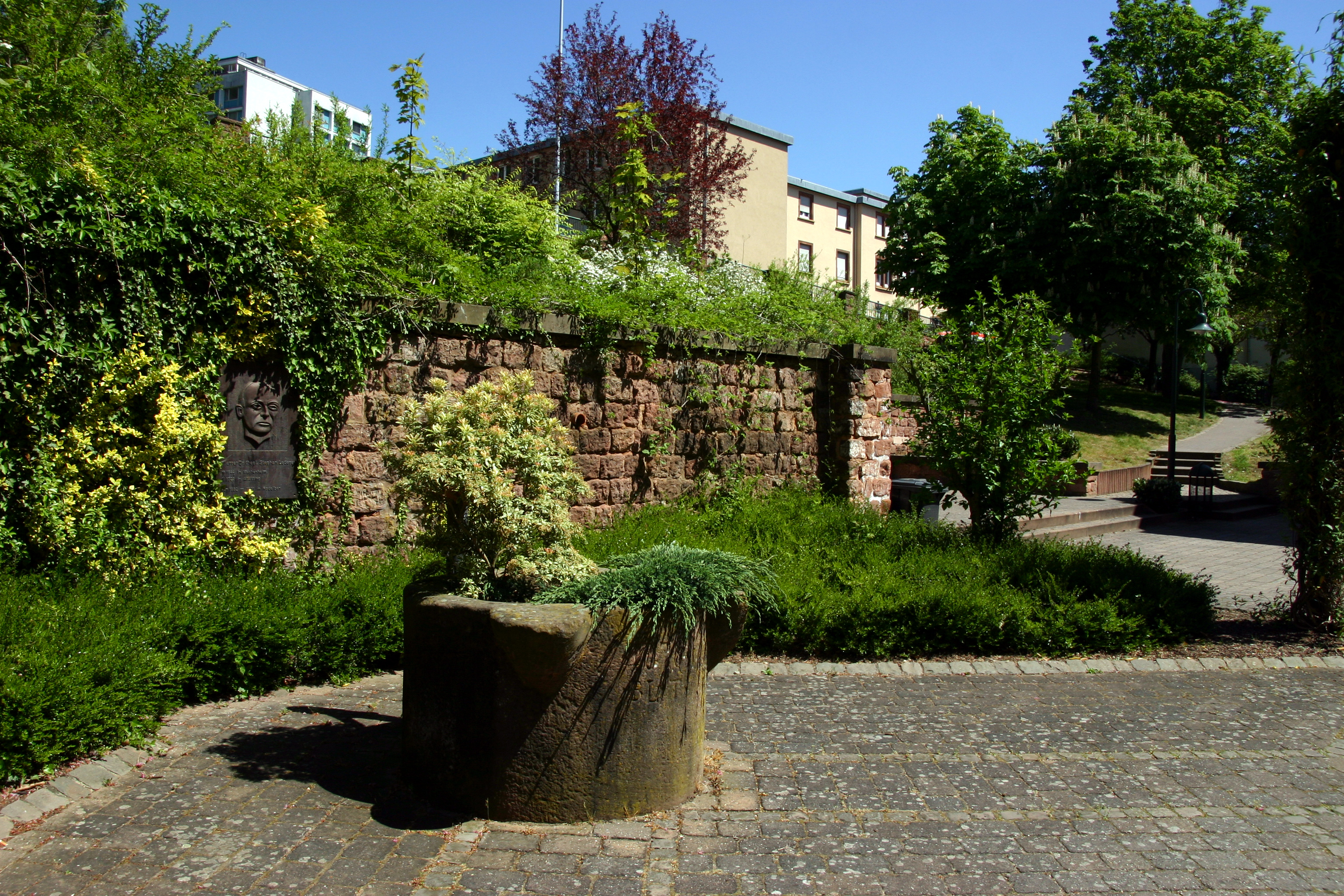
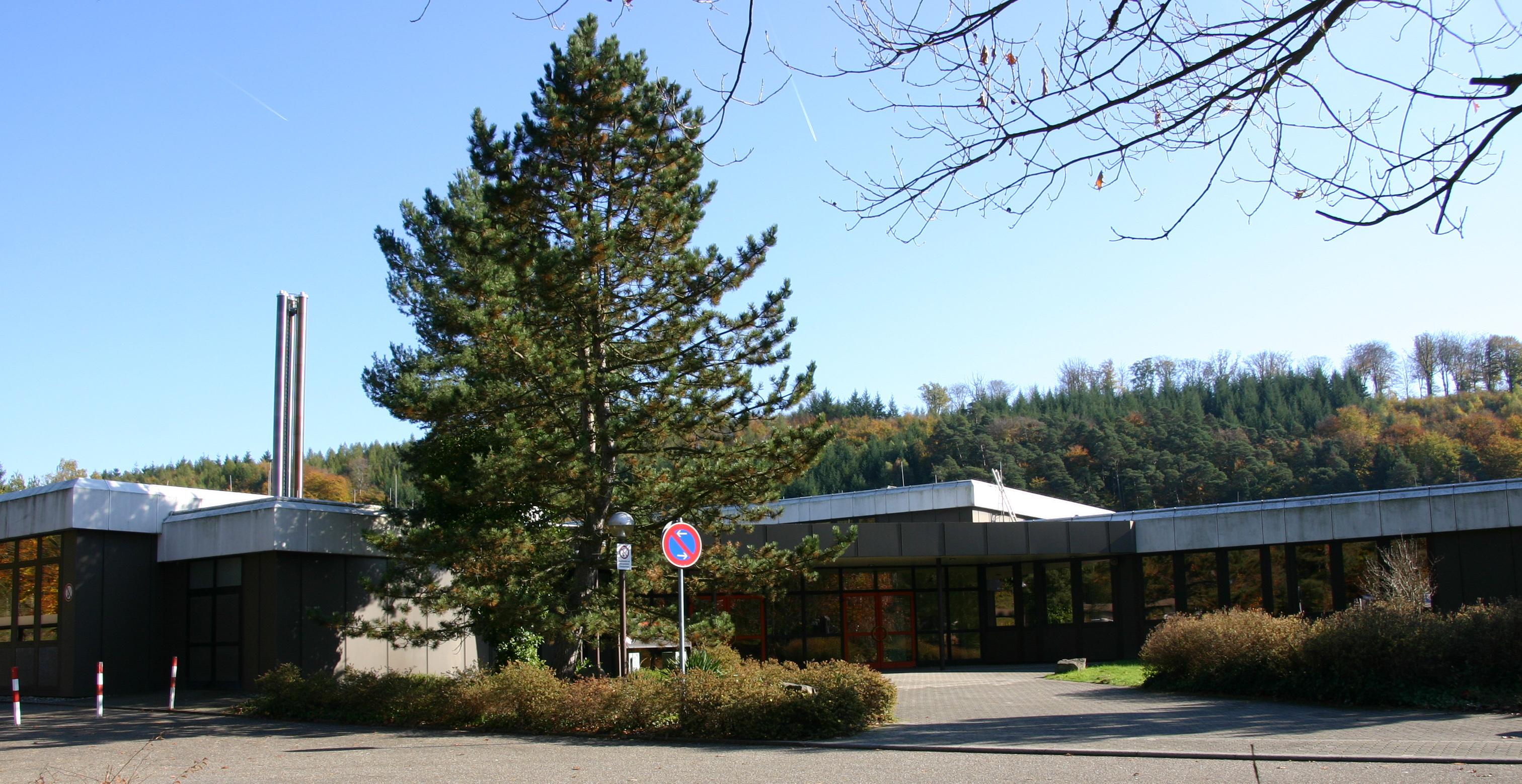
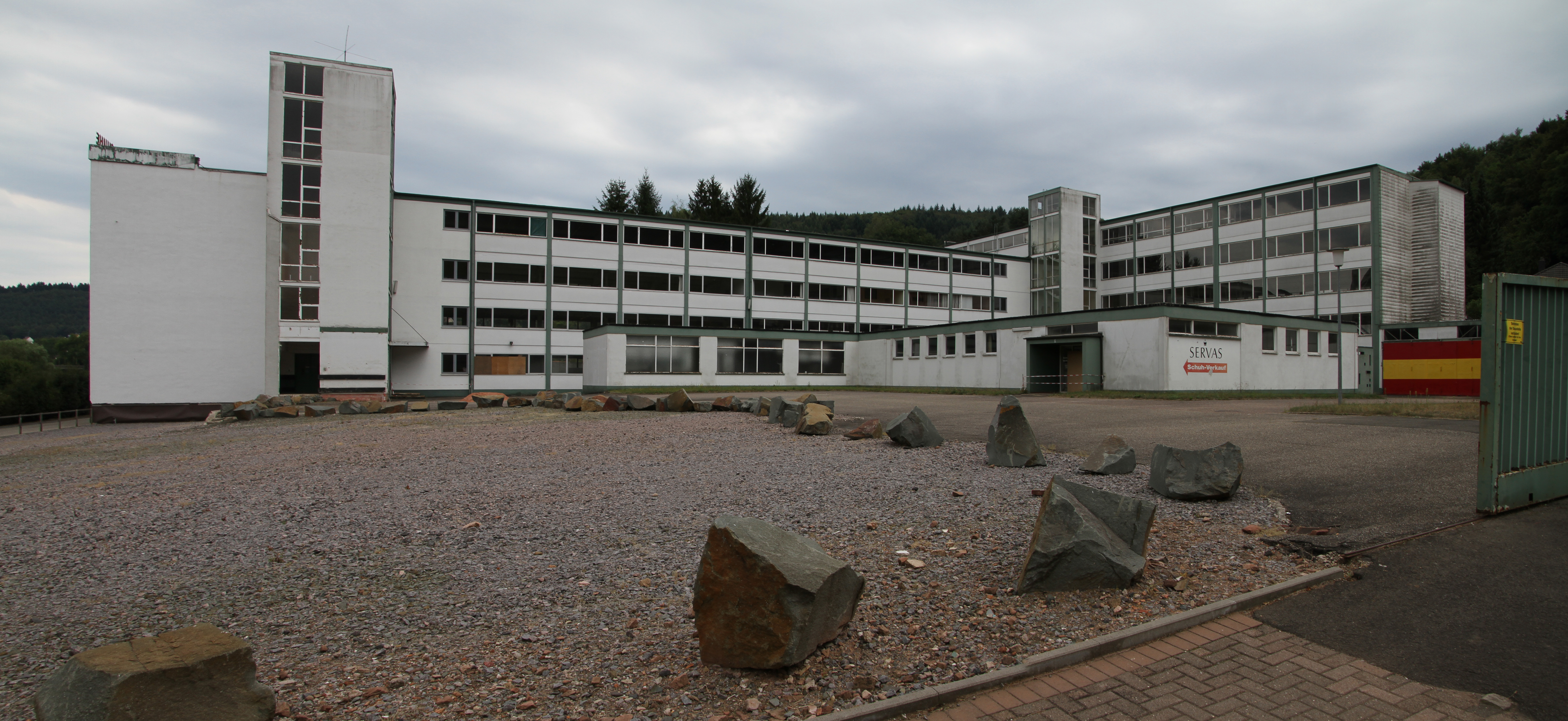
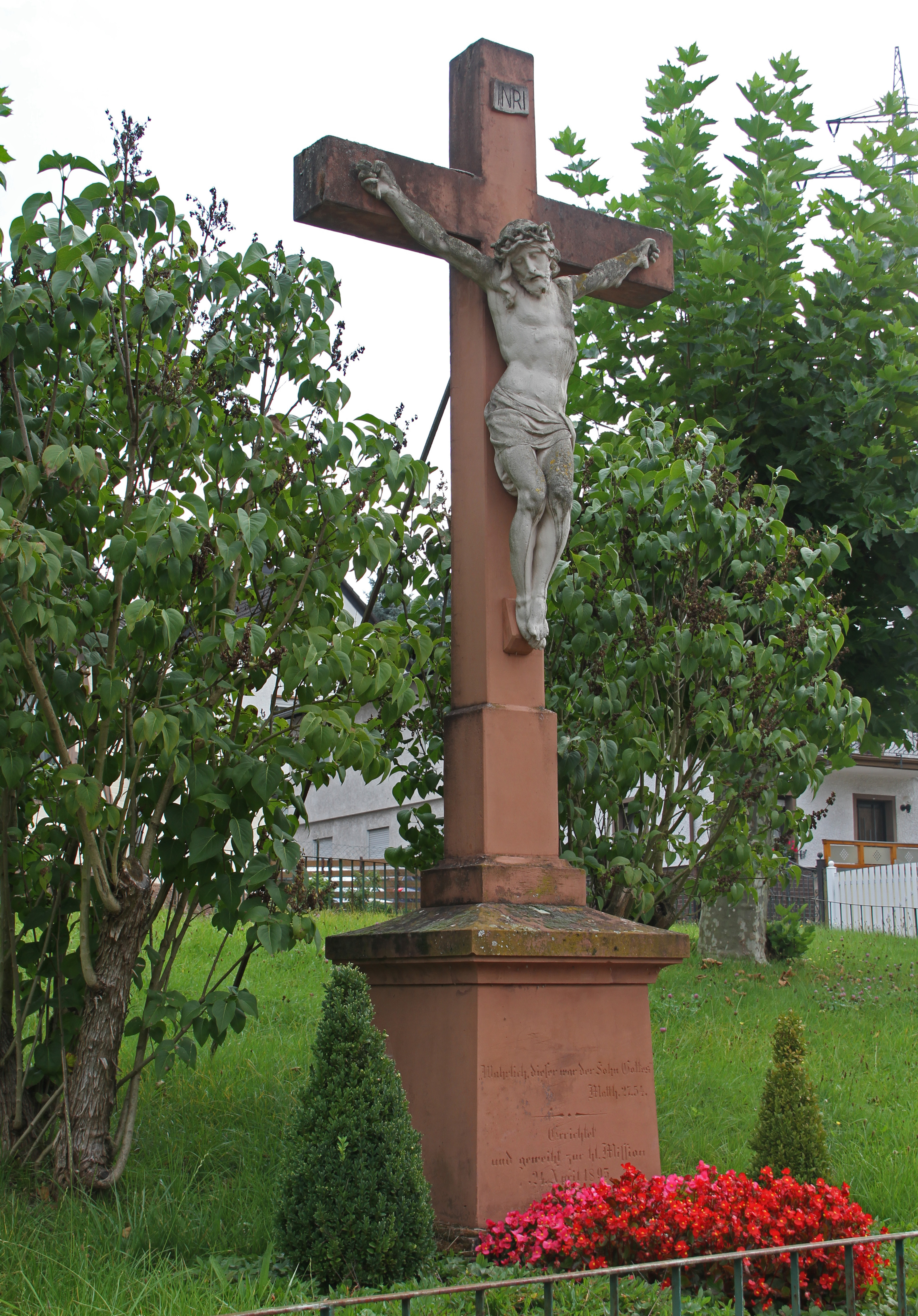